# 东下坪砖塔
东下坪砖塔，位于山西省临汾市翼城县南唐乡东下坪村外东南角。
东下坪砖塔为清代圆形实心砖塔，高20米，直径2.4米，五级密檐式。基座石砌方形。顶层设佛龛。
1987年8月20日，东下坪砖塔公布为翼城县文物保护单位。